# Андрија Јо
Андрија Јовић (Лесковац, 28. децембар 1998), познатији као Андрија Јо, српски је јутјубер и певач.
Завршио је гимназију у Лесковцу и студирао веб програмирање. Године 2015. покренуо је свој Јутјуб канал, где снима видео клипове. Поред Јутјуба и музике, бави се још и моделингом и глумом, те је сарађивао је са брендовима као што су Calvin Klein, Coca Cola, Panasonic, итд. Такмичио се на Беовизији 2020. са песмом Очи медузе. Аутори музике су били Jimmy Jansson и Palle Hammarlund, текст пише Андријано Ајзи. Женски вокал у песми изводи Исидора Митић.
Глумио је у серији Синђелићи. Учествује у пројекту Образовање је важно, који се у Србији спровео у сарадњи са Европском унијом.

## Дискографија

### Албуми
- ЕП: 11:11 (2023)

### Синглови
- Опусти се (2018)
- Журим (2019)
- Ниђе везе (2019)
- Shtatelek (2020)
- Кисеоник (2020)
- Моја једина (2020)
- Гласине (2020)
- Очи медузе (2020)
- Шта је било било је (2021)
- Без компромиса (2022)